# Tischtennis-Bundesliga 2014/15
Die Bundesliga 2014/15 war bei den Männern die 49. und bei den Frauen die 40. Spielzeit der höchsten deutschen Spielklasse im Tischtennis. Meister wurden Borussia Düsseldorf und ttc berlin eastside.

## Männer
Die Saison der Männer wurde am 23. August 2014 mit dem Spiel zwischen dem Titelverteidiger Borussia Düsseldorf und dem TTC matec Frickenhausen (3:0) eröffnet und endete am 24. Mai 2015 mit dem 3:1-Finalsieg von Borussia Düsseldorf über den TTC RhönSprudel Fulda-Maberzell. Es nahmen zehn Mannschaften teil. Die besten vier Mannschaften nach Abschluss der regulären Saison nahmen an den Play-off-Runden teil, um den deutschen Meister zu ermitteln. Die neunt- und zehntplatzierten Mannschaften sollten in die 2. Bundesliga absteigen. Im Januar 2015 wurde jedoch verkündet, dass Frickenhausen sich aus finanziellen Gründen aus der 1. Bundesliga zurückziehen würde, gleichzeitig beantragte mit dem ASV Grünwettersbach nur ein Zweitligaclub die für den Aufstieg nötige Erstligalizenz, wodurch kein anderer Verein absteigen musste – weder der Neunte Hagen noch der Zehnte Mühlhausen.
Auf den Aufstieg in die 1. Bundesliga verzichtete Fortuna Passau (Zweiter 2. BL).

### Abschlusstabelle
| Rang | Mannschaft                      | Begegnungen | Siege | Niederlagen | Spiele | Punkte |
| ---- | ------------------------------- | ----------- | ----- | ----------- | ------ | ------ |
| 1    | Borussia Düsseldorf (M, P)      | 18          | 17    | 1           | 53:21  | 34:2   |
| 2    | TTC Zugbrücke Grenzau           | 18          | 13    | 5           | 47:31  | 26:10  |
| 3    | TTC RhönSprudel Fulda-Maberzell | 18          | 13    | 5           | 44:30  | 26:10  |
| 4    | 1. FC Saarbrücken               | 18          | 11    | 7           | 38:31  | 22:14  |
| 5    | TTF Liebherr Ochsenhausen       | 18          | 10    | 8           | 42:30  | 20:16  |
| 6    | SV Werder Bremen                | 18          | 9     | 9           | 38:35  | 18:18  |
| 7    | TTC Schwalbe Bergneustadt (N)   | 18          | 7     | 11          | 34:43  | 14:22  |
| 8    | TTC matec Frickenhausen         | 18          | 4     | 14          | 25:49  | 8:28   |
| 9    | TTC Hagen                       | 18          | 3     | 15          | 24:48  | 6:30   |
| 10   | Post SV Mühlhausen              | 18          | 3     | 15          | 22:49  | 6:30   |

| Zum Saisonende 2014/15: | |
|                         | Play-Off: Borussia Düsseldorf, TTC Zugbrücke Grenzau, TTC RhönSprudel Fulda-Maberzell, 1. FC Saarbrücken |
|                         | Abstieg: TTC Frickenhausen                                                                               |
| Zum Saisonende 2013/14: | |
| (M)                     | Meister der Vorsaison: Borussia Düsseldorf                                                               |
| (P)                     | Pokalsieger der Vorsaison: Borussia Düsseldorf                                                           |
| (N)                     | Aufsteiger der Vorsaison: TTC Schwalbe Bergneustadt                                                      |

### Play-offs
Die Halbfinal-Hinspiele fanden am 11. April und die Rückspiele am 19. April statt.
Gegen Titelverteidiger Düsseldorf gelang Saarbrücken im Hinspiel mit 3:0 (9:4 Sätze) ein völlig überraschender Sieg, in dessen Verlauf unter anderem Bojan Tokič über den Weltranglistensiebten Timo Boll triumphierte. Im Rückspiel hätte Saarbrücken dann ein gewonnenes Einzel oder insgesamt fünf gewonnene Sätze für den Finaleinzug gereicht. Düsseldorf gelang es jedoch noch, das Halbfinale zu drehen und das Rückspiel ebenfalls mit 3:0 (9:3 Sätze) zu gewinnen. Fulda gewann sowohl das Hinspiel als auch das Rückspiel, in dem Grenzaus Topspieler Andrej Gaćina fehlte (er hatte sich eine halbe Stunde vor Spielbeginn verletzt), knapp mit 3:2.
Das Finale fand am 24. Mai in der Frankfurter Fraport Arena statt. Borussia Düsseldorf gewann wie im Vorjahr mit 3:1 und wurde damit zum 27. Mal deutscher Meister.

|  | Halbfinale (Hinspiel/Rückspiel/Gesamt) | Halbfinale (Hinspiel/Rückspiel/Gesamt) | Halbfinale (Hinspiel/Rückspiel/Gesamt) | Halbfinale (Hinspiel/Rückspiel/Gesamt) | Halbfinale (Hinspiel/Rückspiel/Gesamt) |   |                     | Finale in Frankfurt | Finale in Frankfurt | Finale in Frankfurt |
|  |                                        |                                        |                                        |                                        |                                        |   |                     |                     |                     |                     |
|  | 3                                      | TTC Fulda-Maberzell                    | 3                                      | 3                                      | 6                                      |   |                     |                     |                     |                     |
|  | 2                                      | TTC Zugbrücke Grenzau                  | 2                                      | 2                                      | 4                                      |   |                     |                     |                     |                     |
|  | 2                                      | TTC Zugbrücke Grenzau                  | 2                                      | 2                                      | 4                                      | 3 | TTC Fulda-Maberzell | 1                   |                     |                     |
|  |                                        |                                        |                                        |                                        |                                        | 3 | TTC Fulda-Maberzell | 1                   |                     |                     |
|  |                                        | 1                                      | Borussia Düsseldorf                    | 3                                      |                                        |   |                     |                     |                     |                     |
|  | 4                                      | 1                                      | Borussia Düsseldorf                    | 3                                      | 1. FC Saarbrücken                      | 3 | 0                   | 312                 |                     |                     |
|  | 4                                      |                                        |                                        |                                        | 1. FC Saarbrücken                      | 3 | 0                   | 312                 |                     |                     |
|  | 1                                      | Borussia Düsseldorf                    | 0                                      | 3                                      | 313                                    |   |                     |                     |                     |                     |

## Frauen
Bei den Frauen nahmen durch den Aufstieg von TuS Bad Driburg und TSV Schwabhausen wieder die vorgesehenen 10 Mannschaften teil. Meister wurde zum zweiten Mal der ttc berlin eastside. NSC Watzenborn-Steinberg stieg ab und wurde durch den TTV Hövelhof ersetzt.
Auf den Aufstieg in die 1. Bundesliga verzichtete TTC Wendelstein (Zweiter 2. BL).

### Abschlusstabelle
| Rang | Mannschaft                   | Begegnungen | Siege | Unentschieden | Niederlagen | Spiele | +/- | Punkte |
| ---- | ---------------------------- | ----------- | ----- | ------------- | ----------- | ------ | --- | ------ |
| 1    | ttc berlin eastside (M, P)   | 18          | 18    | 0             | 0           | 108:18 | +90 | 36:0   |
| 2    | TTG Bingen/Münster-Sarmsheim | 18          | 15    | 0             | 3           | 97:49  | +48 | 30:6   |
| 3    | TUSEM Essen                  | 18          | 12    | 2             | 4           | 95:60  | +35 | 26:10  |
| 4    | SV DJK Kolbermoor            | 18          | 11    | 2             | 5           | 87:59  | +28 | 24:12  |
| 5    | SV Böblingen                 | 18          | 6     | 4             | 8           | 73:72  | +1  | 16:20  |
| 6    | TV Busenbach                 | 18          | 7     | 2             | 9           | 63:80  | −17 | 16:20  |
| 7    | TuS Bad Driburg (N)          | 18          | 7     | 0             | 11          | 63:78  | −15 | 14:22  |
| 8    | TSV Schwabhausen (N)         | 18          | 4     | 3             | 11          | 58:85  | −27 | 11:25  |
| 9    | LTTV Leutzscher Füchse 1990  | 18          | 3     | 1             | 14          | 49:95  | −46 | 7:29   |
| 10   | NSC Watzenborn-Steinberg     | 18          | 0     | 0             | 18          | 11:108 | −97 | 0:36   |

Legende
- Grün: Meister
- Rot: Abstieg
- (M): Meister der Vorsaison
- (P): Pokalsieger der Vorsaison
- (N): Aufsteiger aus der Vorsaison